# Beta Cephei
Beta Cephei (β Cep, β Cephei), conosciuta anche con il nome tradizionale di Alfirk, è una stella di terza magnitudine situata nella costellazione di Cefeo.

## Osservazione
Si tratta di una stella situata nell'emisfero celeste boreale, avente una declinazione marcatamente settentrionale (+70 33'), il che la rende ben visibile dal nostro pianeta nelle regioni dell'emisfero nord della Terra, ove appare circumpolare a nord della latitudine +20°N; dall'emisfero sud risulta invece parzialmente visibile solamente per una piccola fascia vicino all'equatore, a nord della latitudine +19°S. Essendo di magnitudine apparente pari a 3,23, risulta facilmente osservabile ad occhio nudo, in un cielo non fortemente affetto da inquinamento luminoso.

## Caratteristiche fisiche
Si tratta di una stella Be distante circa 600 anni luce di tipo spettrale B0.5IIIs, ed è il prototipo di stelle variabili Beta Cephei.
Così come altre variabili di questa classe presenta una variazione di magnitudine dovuta a pulsazioni radiali (da +3,16 a +3,27) in un breve arco di tempo (0,19 giorni). Oltre a questo periodo principale, esistono altri periodi simultanei di 4,72, 4,46, 4,43, 4,88 e 4,30 ore.
Beta Cephei è una stella tripla; la principale è una gigante blu di 10 masse solari e poco più di 20 milioni di anni di vita, ed è accompagnata da due stelle di colore bianco, di cui una dista dalla principale 45 au con un periodo orbitale di 90 anni, mentre la più lontana, visibile con un piccolo telescopio, dista dalla principale 2400 au, impiegando più di 30 000 anni per compiere una rivoluzione attorno a essa.